# Пагенбург, Чхунли
Чхунли́ Пагенбу́рг (нем. Chhunly Pagenburg; 10 ноября 1986, Нюрнберг) — немецкий и камбоджский футболист, нападающий.

## Клубная карьера
Футболом начал заниматься с 4-х летнего возраста в нюрнбергском «Фениксе». Затем транзитом через «Гройтер Фюрт» попал в «Нюрнберг», где выступал за юношеские команды клуба. В сезоне 2005/06 стал лучшим бомбардиром второй команды, после чего был переведён в главную команду.
Дебютировал в стартовом составе «Нюрнберга» 14 апреля 2007 года в поединке против «Алеманнии» (Ахен), также в этом же матче отличился дебютным голом в Бундеслиге. Во второй части сезона сыграл 10 матчей во всех турнирах, в том числе выходил на поле в 1/4 финала и 1/2 финала кубка Германии. 8 ноября 2007 года вышел на поле на 85-й минуте домашнего поединка Кубка УЕФА против «Эвертона». В первой половине сезона 2007/08 почти не получал игрового времени, поэтому во время зимнего перерыва сезона перешёл к представителю Второй Бундеслиги «Мюнхен 1860», с которым подписал контракт до лета 2010 года. Однако в случае вылета из элиты немецкого футбола «Нюрнберг» имел первоочередное право выкупа своего бывшего игрока. В футболке «львов» дебютировал 30 января 2008 года в 1/8 финала кубка Германии против «Алеманнии» (Ахен) (3:2). Пагенбург вышел на поле на 65-й минуте матча. Однако завоевать место основного игрока команды не смог и сыграл всего 5 матчей в чемпионате Германии. Также выступал за вторую команду «Мюнхен 1860», в футболке которой отличился 2-мя голами.
По завершении сезона Чхунди вернулся в «Нюрнберг», вылетевший во Вторую Бундеслугу. В своём первом матче по возвращении был заменен на 105-й минуте поединка кубка Германии против «РВ Ален». Сначала выступал за вторую команду в Регионаллиге «Юг». Впервые во Второй Бундеслиге вышел на поле в поединке 14-го тура против «Гройтер Фюрт». В последнем туре первой половины сезона его заменили в поединке против другого бывшего клуба, «Мюнхен 1860».
Незадолго до завершения зимнего перерыва Пагенбург покинул «Нюрнберг» и присоединился к клубу третьего дивизиона «Рот-Вайс» (Эрфурт), который накануне возобновления второй половины сезона 2008/09 находился на 7-м месте. Стоимость трансфера составила около 100 000 евро. Тогда же нападающий Эрфурта Альберт Буньяку переехал в Нюрнберг. Однако никогда не сообщалось, были ли эти переходы взаимосвязаны. К завершению сезона Чхунли отличился пятью голами в 18 матчах, а клуб закончил сезон на десятом месте. После года страданий, связанных с травмами, из-за повреждения хряща в бедре и осложненного воспаления в области таза, так и не сыграв в сезоне 2010/11 ни одного матча, его контракт «Рот-Вайс» решил не продлевать. После этого Чхунли перешёл к представителю Регионаллиги «Запад», в составе которого дебютировал 6 августа 2011 года в поединке против «Венденбрюка 2000». Пагенбург вышел на поле на 63-й минуте, заменив Джереми Каркари, вскоре после этого отличился голом и установил счёт 2:0 в пользу своей команды. В мае 2012 года продлил контракт до 2013 года. В сезоне 2013/14 перешёл во «Франкфурт», с которым подписал двухлетний контракт с возможностью продления ещё на один сезон.
В феврале 2015 года 28-летний Пагенбург вынужден был завершить карьеру игрока из-за хронических травм спины.

## Карьера в сборной
Вызывался в состав юношеских сборных Германии U-19 и U-20.
В 2010 году журналист, который искал футболистов за границей, предложил Чхунли на международном уровне представлять Камбоджу. В октябре 2013 года дважды сыграл за олимпийскую сборную Камбоджи, против «Свая Риенга» и «Пномпень Кроун», но из-за избытка игроков не поехал на Игры Юго-Восточной Азии 2013 года. 19 ноября 2013 года сыграл в футболке национальной сборной Камбоджи в товарищеском матче против Гуама.

## Достижения
«Нюрнберг»
- Обладатель Кубка Германии: 2006/07